# Боб'ятинська сільська рада
Боб'ятинська сільська рада — колишній орган місцевого самоврядування у Сокальському районі Львівської області. Адміністративний центр ради — село Боб'ятин.

## Загальні відомості
Водоймища на території, підпорядкованій даній раді: річка Драганка.

## Населені пункти
Сільській раді були підпорядковані населені пункти:
- с. Боб'ятин
- с. Лещатів

## Склад ради
Рада складалася з 16 депутатів та голови.

### Керівний склад попередніх скликань
| ПІБ                         | Основні відомості                                      | Дата обрання | Дата звільнення |
| --------------------------- | ------------------------------------------------------ | ------------ | --------------- |
| Монянчин Іван Васильович    | Сільський голова, 1953 р.н., освіта, безпартійний      | 26.03.2006   | 31.10.2010      |
| Мельничук Богдан Васильович | Сільський голова, 1966 р.н., освіта вища, безпартійний | 31.10.2010   |                 |

Примітка: таблиця складена за даними джерела